# Boornzwaag
Boornzwaag (fryz. Boarnsweach) – wieś położona w północnej Holandii, we Fryzji, w gminie De Fryske Marren. Do 2014 roku wieś znajdowała się na obszarze gminy Scharsterland. W 2023 roku wieś liczyła 100 mieszkańców.